# César Mansanelli
César Osvaldo Mansanelli (Malvinas Argentinas, Córdoba, 29 de agosto de 1980) é um futebolista argentino. Atua no Club Atlético Belgrano.
Atua pela faixa dereito do meio-campo, também podendo jogar pelo centro. Foi um dos destaques da fraca campanha do Belgrano no subida en 2011.